# Ворошилов Віктор Федорович
Віктор Федорович Ворошилов (рос. Виктор Фёдорович Ворошилов, 15 серпня 1926, село Всехсвятське,  РРФСР, СРСР — 5 березня 2011, Росія) — радянський футболіст, тренер. В минулому — правий нападник і капітан куйбишевських «Крил Рад» і московського «Локомотива». Заслужений майстер спорту (1955).

## Біографія
Віктор Ворошилов народився 15 серпня 1926 року в селі Всехсвятське (зараз це московський район Сокол).
Футболом Віктор Ворошилов, як і багато хлопчаків його часу, захоплювався з дитинства, віддавав йому всі свої сили та вільний час, однак про кар'єру професійного гравця не замислювався. У війну та післявоєнний час працював на авіаційному заводі токарем, грав в заводській команді. За його старання і бажання грати був запрошений в Куйбишев і незважаючи на те, що зарплата токаря 6-го розряду була в кілька разів вище, він погодився на переїзд.
У 1-й сезон йому довго не вдавалося проявити себе. Перший гол Ворошилов забив у своєму 26-му матчі за клуб, однак згодом, разом зі своїм партнером по атаці Олександром Гулевським вони склали головну ударну силу «Крил». На їх частку припало більше половини голів, забитих командою.
Потім, в 1956 році перейшов в столичний «Локомотив», в якому грав до 36 років, причому у сезоні 1961 року, у віці 35 років, забив 20 голів в чемпіонаті країни.
Журналіст Лев Філатов описував його так: «Не дивно, що в «Локомотиві» він забив більшу частину своїх голів і представляє його в федотовському Клубі. Ворошилов вмів всього себе вкласти в завершальний удар. Не будучи силачем, він так різко замахувався, так нахилявся в ту сторону, куди повинен був полетіти м'яч, так допомагав собі помахом рук, що постріл був нищівним, за снарядом встежити було неможливо, і лише запізнілий рух воротаря вказував де пробоїна».
Після закінчення кар'єри гравця залишився в клубі помічником тренера. Потім працював тренером федерації футболу РРФСР (1966—1968), знову помічником тренера в «Локомотиві» і тренером футбольної школи «Локомотива» (1973—1991). Кілька років був президентом футбольного клубу ветеранів Росії.
Дитячою футбольною лігою за підтримки футбольної школи «Чертаново» проводиться щорічний турнір «Ворошиловські стрільці», присвячений Заслуженому майстру спорту СРСР Віктору Федоровичу Ворошилову.

## Досягнення
- Володар Кубка СРСР 1957
- Фіналіст Кубка СРСР: 1953
- Срібний призер Чемпіонату СРСР: 1959
- У списках 33 кращих футболістів сезону в СРСР: № 1 — 1958; № 3 — 1951
- Член клубу Григорія Федотова (117 м'ячів)
- Капітан «Крил Рад»: 1951—1955
- Капітан «Локомотива» Москва: 1957—1962
- Нагороджений орденом «Знак Пошани»: 1986
- Нагороджений медаллю «За доблесну працю під час Великої Вітчизняної війни»